# Distretto di Gakenke
Il distretto di Gakenke è un distretto (akarere) del Ruanda, parte della Provincia Settentrionale, con capoluogo Gakenke.
Il distretto si compone di 19 settori (imirenge):
- Busengo
- Coko
- Cyabingo
- Gakenke
- Gashenyi
- Janja
- Kamubuga
- Karambo
- Kivuruga
- Mataba
- Minazi
- Mugunga
- Muhondo
- Muyongwe
- Muzo
- Nemba
- Ruli
- Rusasa
- Rushashi